# Aconaemys porteri
Aconaemys porteri és una espècie de mamífer rosegador de la família dels octodòntids. Viu a l'Argentina i Xile. El seu hàbitat natural són les parts de la selva de Valdivia cobertes de matolls i bambú per sobre del límit arbori, a prop dels Andes. Es desconeix si hi ha cap amenaça significativa per a la supervivència d'aquesta espècie.